# 乳糜管
乳糜管（Lacteal）是可以吸收小肠肠绒毛中饮食脂肪的淋巴毛细血管。
三酸甘油酯通过脂肪酶、胆汁和水解乳化，产生由脂肪酸、甘油二酯和甘油单酯組成的混合物，混合物會通過腸腔進入腸細胞，再酯化為三酸甘油酯。三酸甘油酯會再和磷脂、膽固醇酯和载脂蛋白B結合，形成乳糜微粒。乳糜微粒會通過乳糜管，形成乳狀物質，稱為乳糜（chyle）。乳糜管會連接到較大的淋巴管中，將乳糜運送到胸导管，之後會輸送到鎖骨下靜脈的血液中。
此時，血液中的脂肪是以乳糜微粒的形式存在，乳糜微粒在血液中，會因為脂蛋白脂肪酶而脫脂。最後會有一些脂肪釋出，獲得額外的載脂蛋白，剩下的成份（會稱為乳糜微粒殘餘物）可以由肝臟吸收。乳糜微粒殘餘物在肝臟釋出的脂肪，可以再釋出到血液中，就是極低密度脂蛋白中的三酸甘油酯。極低密度脂蛋白也會因為血管脂蛋白脂肪酶脫脂，將脂肪運送到身體的其他組織。所釋放的脂肪酸也會形成三酸甘油酯，儲存在脂肪組織細胞中。當極低密度脂蛋白的三酸甘油酯釋出後，脂蛋白會變的比較小也較為緊實（因為蛋白質的密度比脂肪大），最終會形成低密度脂蛋白。一般認為低密度脂蛋白是动脉粥样硬化的原因
淋巴系統和其他從小腸的給藥路徑不同，淋巴系統不會有首過效應，經由淋巴系統的物質比較不會因為代謝而失去活性。